# Усакла
Усакла́ (рос. Усакла) — селище у складі Грачовського району Оренбурзької області, Росія.

## Населення
Населення — 63 особи (2010; 77 у 2002).
Національний склад (станом на 2002 рік):
- росіяни — 63 %